# CastleMiner
CastleMiner è un videogioco indipendente pubblicato per Xbox Live il 27 luglio 2011. È un gioco sandbox che usa i propri avatar come figura del tuo personaggio, poco dopo alla sua uscita venne distribuito il sequel chiamato CastleMinerZ pubblicato il 9 novembre 2011. Nel 2013 un altro gioco intitolato CastleMiner Warfare fu reso disponibile per PC.

## Modalità di gioco
Quando il gioco inizia, i giocatori possono scegliere 6 diversi tipi di mondi, dopo averlo scelto possono iniziare ad esplorare la loro mappa dove sono presenti diverse strutture e blocchi.
Il gioco ha più di 200 blocchi utilizzabili, craftabili da una interfaccia. I giocatori avranno anche la possibilità di invitare amici ad unirsi nel proprio mondo multigiocatore, durante questa modalità il creatore del mondo potrà espellere o bannare i giocatori ed avere anche un'altra interfaccia da amministratore.

## CastleMiner Z
CastleMiner Z è un videogioco indipendente pubblicato per Xbox Live il 9 novembre 2011.

### Modalità di gioco
In CastleMiner Z, i giocatori devono scavare per trovare risorse ed iniziare a costruire con quelle, è possibile inoltre craftare armi così da poter uccidere zombi, dragoni e demoni. La modalità online può contenere da 2 a 8 giocatori.

#### Premi
CastleMiner Z ha anche introdotto i premi che saranno dati ai giocatori in base al tempo di gioco, dal numero di oggetti craftati e dalle uccisioni.

## CastleMiner Warfare
CastleMiner Warfare è un videogioco indipendente del 2013 pubblicato per PC, gli sviluppatori hanno deciso di prendere ispirazione dal gioco Call of Duty.